# Brent Spiner
Brent Jay Spiner é um ator americano. Nascido em 2 de fevereiro de 1949 em Houston, Texas.
Seu papel de maior destaque é do Tenente-Comandante Data e Lore, na telessérie Star Trek: The Next Generation e nos longa-metragens para o cinema relativos à série e B-4 (irmão de Data (Star Trek) em Star Trek Nemesis; e Dr. Noonian Soong na telessérie Star Trek: The Next Generation
Outro papel marcante foi do Dr. Brackish Okun no filme Independence Day.
Brent Spiner fez um papel muito inteligente e engraçado mas apesar disso não é um ator muito lembrado fez pequena participação e esse papel foi muito importante na sua carreira.
Fez uma aparição na  quinta temporada da série The Big Bang Theory interpretando ele mesmo.
Desde 2016 interpreta o papel de Sidney na série Outcast.
Fez também, uma aparição na décima temporada episódio 14 da série FRIENDS, interpretando um executivo da Gucci.